# Hourras al-Din
Hourras al-Din ou Hurras al-Din, de son nom complet Tanzim Hurras ad-Din (arabe : تنظيم حراس الدين, Organisation des Gardiens de la Religion), est un groupe salafiste djihadiste fondé le 27 février 2018 lors de la guerre civile syrienne.
Branche syrienne d'Al-Qaïda, le groupe annonce son autodissolution le 28 janvier 2025, quelques semaines après l'offensive rebelle de 2024 en Syrie et la chute du régime Assad, sans toutefois rendre les armes.

## Histoire

### Fondation et affiliations
Tanzim Hurras ad-Din est formé au début de l'année 2018 et publie son premier communiqué le 27 février 2018 en appelant à l'union des djihadistes contre le régime de Bachar el-Assad,. 
Rapidement, les Hourras al-Din bénéficient du ralliement de plusieurs petites formations djihadistes ayant fait défection de Hayat Tahrir al-Cham à cause de la rupture de son allégeance à al-Qaïda. Ainsi le 4 mars 2018, Jaych al-Malahim, Jaych al-Badiya et Jaych al-Sahel rallient les Hourras al-Din, suivis peu après par les Saraya Kabul, Jound al-Charia et Jound al-Aqsa,. Le mouvement compte également parmi ses combattants d'anciens membres du groupe Khorassan.
Le 12 avril 2018, les Hourras al-Din prêtent officiellement allégeance à l'émir d'al-Qaïda, Ayman al-Zawahiri.
Le 29 avril 2018, les Hourras al-Din fusionnent avec les Ansar al-Tawhid ; les deux groupes forment alors une nouvelle coalition baptisée Nusrat al-Islam.
En octobre 2018, les Hourras al-Din forment une nouvelle alliance avec les Ansar al-Tawhid, le Front Ansar Dine et les Ansar al-Islam appelée Wa Harid al-Mu'minin, qui rejette l'accord russo-turc de Sotchi établissant une zone démilitarisée à Idlib.

### Annonce d'autodissolution
Le 28 janvier 2025, au vu des derniers « développements sur la scène levantine » (offensive victorieuse des rebelles syriens, chute du régime Assad, instauration d'un gouvernement de transition etc.), les Hourras al-Din annoncent leur autodissolution dans un communiqué officiel. Ils conseillent toutefois à leurs combattants « de ne pas déposer les armes ».

### Commandement
Les Hourras al-Din sont dirigés par Abou Houmam al-Chami (en), un Syrien, ancien chef militaire du Front al-Nosra et vétéran des guerres d'Irak et d'Afghanistan,. Parmi les autres commandants figurent de nombreux Jordaniens comme Abou Julaybib al-Ourdouni, Abou Khadija al-Ourdouni, Abou Mahmoud al-Chami (en) et Abou al-Qassam al-Ourdouni (en).
Le 30 juin 2019, six chefs de Tanzim Hurras ad-Din, dont deux Tunisiens, deux Algériens, un Égyptien et un Syrien, ainsi que trois combattants, sont tués par une frappe aérienne américaine contre une réunion tenue dans l'ouest du gouvernorat d'Alep,,,.
Le 14 juin 2020, un drone MQ-9 Reaper de la coalition internationale tire un missile Hellfire sur la Hyundai Santa Fe transportant Abou al-Qassam al-Ourdouni et Bilal al-Sanaani, le chef de Jaych al-Badiya, à proximité de la mosquée Shoaib d'Idlib. Bilal al-Sanaani est tué sur le coup. D'après les Hourras al-Din, Abou al-Qassam al-Ourdouni survit à ses blessures avant d'y succomber le 22 juin. Leur accompagnateur, Mohammed al-Ahmad, est grièvement blessé et amputé d'une jambe.
Un chef tunisien, Sayyaf al-Tounsi, ancien membre du Front al-Nosra et de Hayat Tahrir al-Cham, impliqué dans le massacre de 23 druzes à Qalb Laouza le 10 juin 2015, est tué par une frappe de drone, probablement américaine, à Idlib, le 14 septembre 2020. 
Le 27 juin 2022, un autre chef du groupe, Abou Hamza al-Yemeni, est tué par une frappe américaine dans le gouvernorat d'Idlib, alors qu'il se déplaçait seul à moto.
Le 23 août 2024, le chef du Conseil de la charia des Hourras al-Din, Abu Abdul Rahman al-Makki, est tué par une frappe de drone américaine alors qu'il circulait à moto entre Ihsem et Al-Bara.
Le 21 février 2025, l'ancien responsable de la sécurité intérieure des Hourras al-Din, Abou Omran al-Chami, est tué par une frappe de drone américaine, au volant de sa Hyundai Santa Fe, à Al-Dana (en).

### Effectifs
En octobre 2018, d'après Le Monde, Tanzim Hurras ad-Din compte un millier de combattants. L'Observatoire syrien des droits de l'homme estime pour sa part en juin 2019 qu'il compte 1 800 hommes. 

#### Combattants étrangers
D'après une note commune de la direction générale de la Sécurité extérieure (DGSE) et de la direction générale de la Sécurité intérieure (DGSI) classée « confidentiel défense », les Hourras al-Din sont le « seul groupe » de la poche d'Idlib « disposé à intégrer dans ses rangs des combattants étrangers ».
À l'été 2020, les Hourras al-Din comptent « une trentaine » de Français dans leurs rangs, dont « treize djihadistes actifs »,. Parmi eux, on trouve Slimane Khalfaoui, condamné en 2004 pour le projet d'attentat de la cathédrale de Strasbourg, qui inquiète particulièrement les services de renseignement.

### Zones d'opération
Tanzim Hurras ad-Din est actif dans les gouvernorats d'Idlib, Lattaquié, Hama et Deraa,.

## Rapports avec l'État islamique
Le groupe a demandé à ses membres de ne pas s'associer à l'État islamique (EI) sous la menace d'expulsion du groupe et de poursuites, tandis que l'EI a déclaré que le groupe était apostat dans son journal hebdomadaire Al-Naba (en).
Toutefois, il est considéré qu'il existe des sympathisants de l'EI dans l'organisation. Avant la fondation du groupe, qui a débuté en 2017 en tant que sous-faction de Hayat Tahrir al-Cham, l'EI aurait commencé à tisser des liens avec ces éléments.
L'EI a également commencé à élaborer un plan d’urgence lors de son déclin, qui impliquait le regroupement dans des parties d'Idlib occupées par l’opposition, notamment en demandant aux Forces démocratiques syriennes lors de la bataille de Baghouz de quitter la région pour se rendre à Idlib. Ce groupe a également joué un rôle dans le processus, avec l'EI qui l'infiltrait, en recrutant des membres du groupe pour agir en tant qu'agents, y compris des hauts responsables, en facilitant un flux de combattants déplacés originaires d'anciens territoires contrôlés par l'EI pour se joindre à l'organisation Tanzim Hurras ad-Din (THD). Enfin, pour procéder à des assassinats et des campagnes de sabotage contre des individus du groupe et d'autres groupes et individus opposés à l'EI, puis déclarer son allégeance officielle à l'EI, quand celui-ci aurait considéré que le moment était bien choisi.
En 2018, les médias irakiens et des représentants de la sécurité ont affirmé avoir capturé des Hourras al-Din intégrés aux combattants de l'EI à Boukamal, une ville frontalière de la Syrie, à la frontière irakienne en direction du gouvernorat d'Anbar en Irak, mais la validité de ces informations a été mise en doute,.
Avant la fondation de Tanzim Hurras ad-Din, Sami al-Oraydi (en), qui occupe une position influente au sein du groupe, a critiqué l'EI et affirmé qu'ils étaient des kharidjites. Il les a appelés « des assassins musulmans ». Il a également déclaré qu'Abou Mohammed al-Adnani, le porte-parole officiel de l'EI à l'époque, était ignorant et ne comprenait pas ce qu'il disait, ainsi que plusieurs messages sur Twitter critiquant l'EI, au cours de son mandat en tant que haut responsable de la charia à al-Nusra. En 2016, Saif al-Adel, membre égyptien d'Al-Qaïda, devenu plus tard chef de facto de l'organisation, a également critiqué l'EI, affirmant qu'ils étaient « tordus » et avaient des « pensées perverses ».
En août 2019, un média non officiel de l'EI appelé Muhajireen Foundation, qui fournit des rapports et des mises à jour sur les événements pouvant affecter les combattants étrangers de l'EI déplacés en Syrie, a publié une infographie illustrant trois opérations anti-EI distinctes menées par Hayat Tahrir al-Cham (HTS) à Idlib. L'un des raids menés par HTS visait des Hourras al-Din et Ansar al-Tawhid liés à l'EI. Deux des individus arrêtés étaient des Égyptiens. Cependant, auparavant, en janvier 2019, la même fondation avait mis en garde les membres de l'EI déplacés à Idlib d'éviter de grands rassemblements et d'éviter Hayat Tahrir al-Cham et Tanzim Hurras ad-Din, car ces deux groupes avaient arrêté plusieurs membres de l'EI. Au travers de cette mise en garde, HTS et THD étaient qualifiées « d'apostats ».
En octobre 2019, d'après un carnet de reçus de l'EI qui aurait été retrouvé par des associés de l'ancien responsable des services de renseignement américains Asaad Almohammad, des analystes ont déclaré que Baghdadi payait les membres du groupe pour qu'ils le cachent. Selon les récépissés, l'EI leur a versé au moins 67 000 USD du début de 2017 au milieu de 2018, dont 7 000 USD à l'été 2018 pour préparer les bases destinées aux combattants de l'EI de la « province d'al-Khair » (nom mélioratif donné par l'EI à la région de Deir ez-Zor), laissant supposer qu'ils ont aidé à faire passer en contrebande des membres de l'EI. Aymenn Jawad Al-Tamimi (en) a souligné le fait que deux groupes s'opposent. Cependant, Tamimi a également spéculé sur le fait que certaines des ressources financières obtenues pouvaient être des affabulations, à l'exception de celles de mars à juillet 2018 qui lui ont été présentées.
On[Qui ?] pense également que certains membres pourraient également faire partie d'une faction pro-État islamique, en dépit de la position officielle du groupe qui est critique et généralement opposée à l'EI. Celle-ci prône que les membres de THD ne doivent pas s'associer à des membres de l'EI car cette organisation les considère comme des hérétiques en raison de leur soutien aux talibans et à al-Qaïda, ainsi que de l'hésitation de THD à affronter Hayat Tahrir al-Cham, malgré les tensions qui les opposent.
Selon The Guardian, la bâtisse qui abritait Abou Bakr al-Baghdadi, le « calife » de l'organisation terroriste État islamique avant le raid de Baricha appartenait à Abou Mohamad Salamé, dit Abou al-Bara al-Halibi ou encore Abou Mohammed al-Halabi, « chef de groupe » de Tanzim Hurras ad-Din,.
Selon des villageois de Baricha, Abou Mohammed al-Halabi a également été blessé lors du raid et son corps aurait été emporté par des agents spéciaux. En revanche, selon Der Spiegel, le propriétaire de la maison est Salam Haj Deeb, membre de l'État islamique depuis au moins 2013.